# If You Can't Lick 'Em...Lick 'Em
If You Can't Lick 'Em...Lick 'Em es el décimo álbum de estudio del guitarrista estadounidense Ted Nugent, lanzado en 1988. La canción "That's the Story of Love" fue una colaboración de los artistas Jon Bon Jovi y Richie Sambora con Nugent. John Purdell, popular por ser el productor de algunos discos de Ozzy Osbourne y Alice Cooper, coprodujo el álbum.

## Lista de canciones
1. "Can't Live with 'Em" - 4:19
2. "She Drives Me Crazy" - 2:45
3. "If You Can't Lick 'Em...Lick 'Em" - 6:10
4. "Skintight" - 3:10
5. "Funlover" - 4:45
6. "Spread Your Wings" - 5:59
7. "The Harder They Come (The Harder I Get)" - 3:39
8. "Separate the Men from the Boys, Please" - 3:55
9. "Bite the Hand" - 2:58
10. "That's the Story of Love" - 3:01

## Personal
- Ted Nugent - guitarra, voz, bajo
- Dave Amato - guitarra
- John Purdell - teclados
- Chuck Wright - bajo
- Pat Torpey - batería